# Lýkovec
Lýkovec (Daphne) je rod rostlin, patřící do čeledi vrabečnicovité (Thymelaeaceae). Jsou to keře většinou se střídavými listy. Květy jsou čtyř nebo pětičetné a jsou tvořené pouze kalichem, koruna chybí. V České republice jsou domácí 2 druhy, lýkovec jedovatý a lýkovec vonný. Některé druhy jsou pěstovány jako okrasné keře či skalničky. Lýkovce náležejí mezi silně jedovaté rostliny.

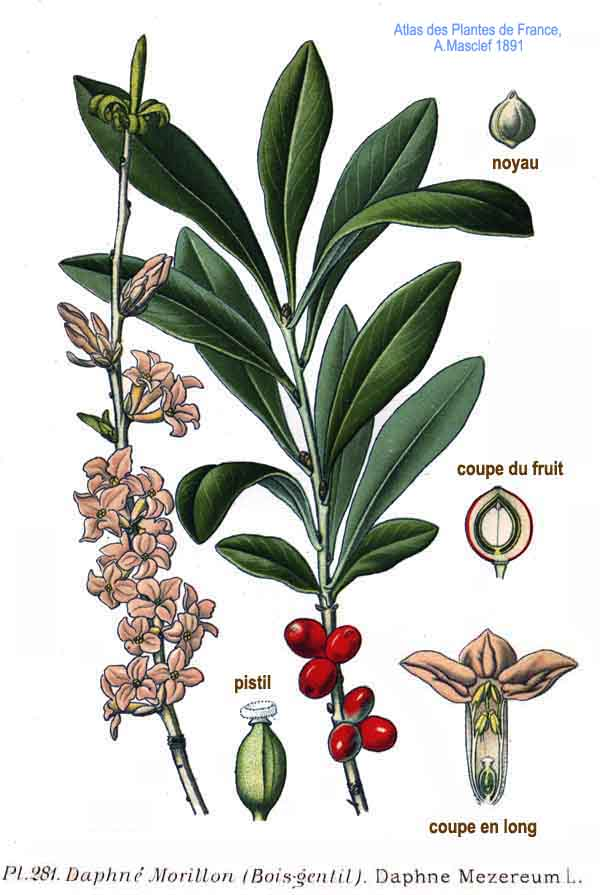
Ilustrace lýkovce jedovatého z roku 1891

## Popis
Lýkovce jsou opadavé nebo stálezelené keře a polokeře, výjimečně i nevelké stromy. Listy jsou nejčastěji střídavé, někdy nahloučené na koncích větévek, řidčeji téměř vstřícné. Větévky jsou pevné a ohebné, lysé nebo chlupaté. Květy jsou jednopohlavné nebo oboupohlavné, čtyř nebo pětičetné, uspořádané ve vrcholových či úžlabních hlávkách nebo krátkých hroznech, řidčeji v latách nebo klasech. Květy jsou bílé, růžové nebo žluté, řidčeji jiných barev. Kalich má válcovitou, zvonkovitou až nálevkovitou kališní trubku a 4 nebo 5 cípů. Koruna chybí. Tyčinek je 8 nebo 10 (dvojnásobek počtu kališních cípů) a mají krátké nitky nebo jsou prašníky přisedlé. Semeník je přisedlý nebo krátce stopkatý, s krátkou vrcholovou čnělkou zakončenou hlavatou bliznou. Obsahuje jedinou komůrku. Plodem je dužnatá nebo kožovitá, obvykle žlutá nebo červená peckovice (v některých zdrojích uváděná jako bobule), která je u některých druhů obklopená vytrvalým kalichem.

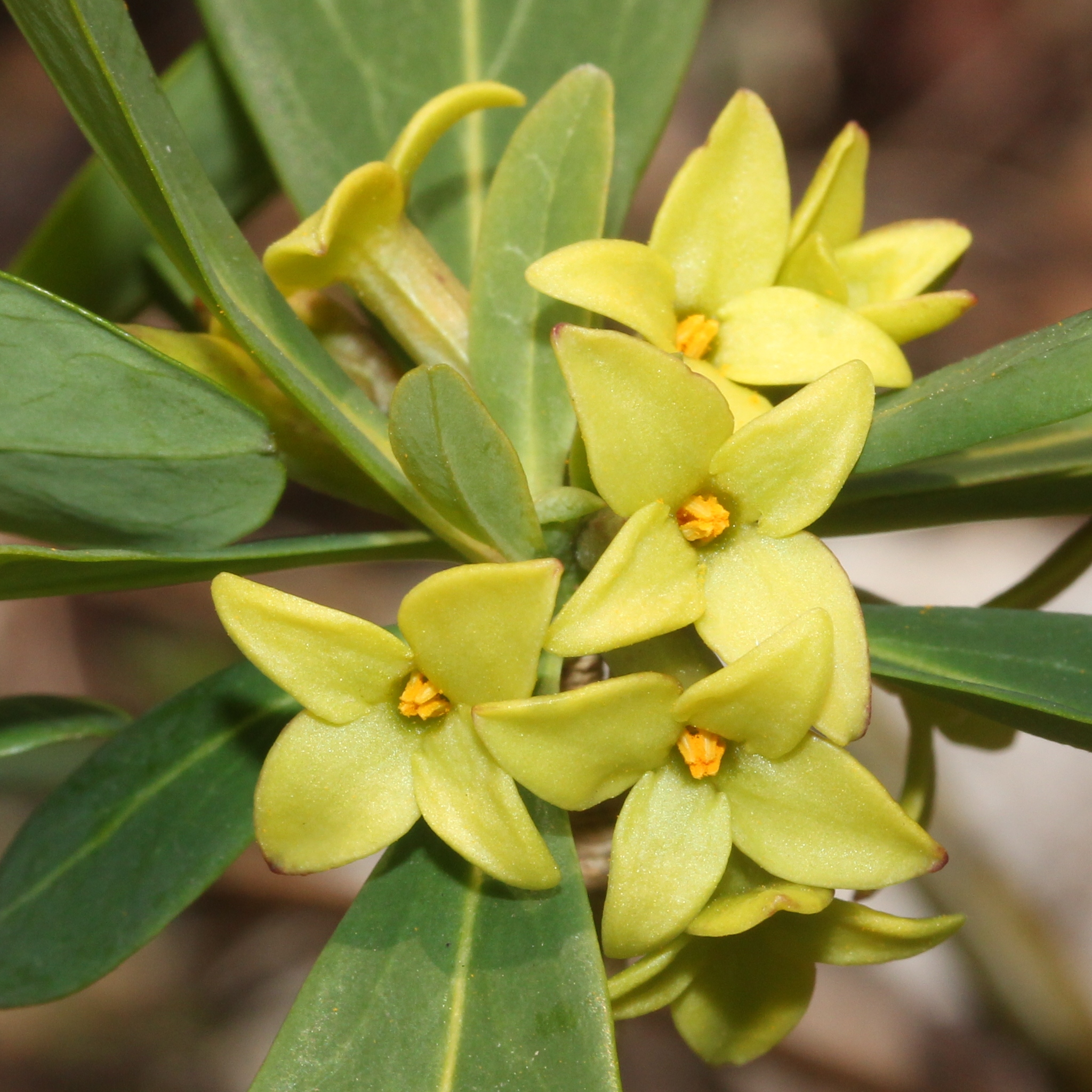
Detail květů lýkovce D. pseudomezereum
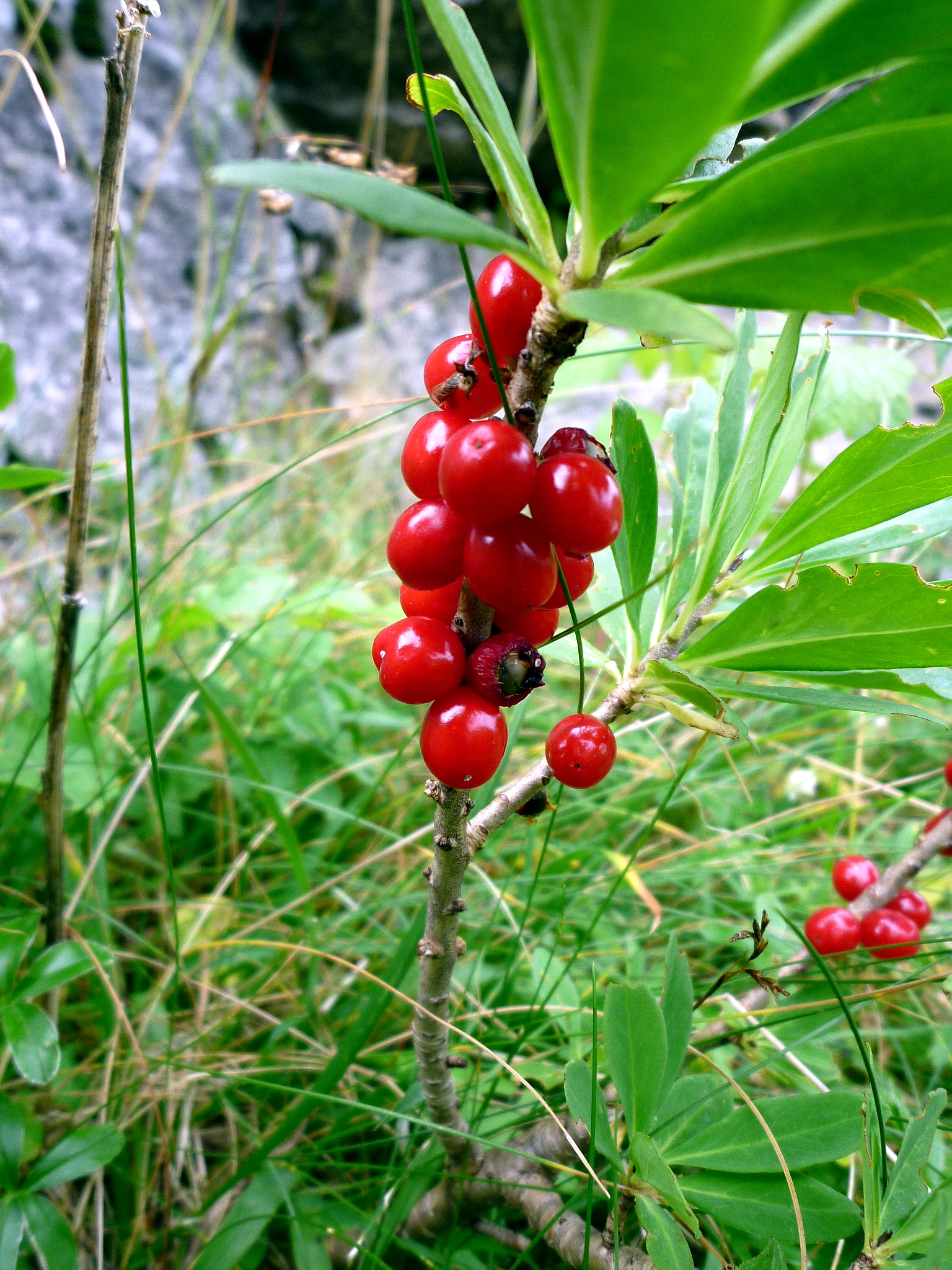
Plody lýkovce jedovatého

## Rozšíření
Rod lýkovec zahrnuje asi 95 druhů. Je rozšířen v Evropě, severní Africe a v Asii na východ po Japonsko a Malajsii.
V České republice jsou domácí 2 druhy. Lýkovec jedovatý je rozšířen na většině území, lýkovec vonný je svým výskytem vázán na teplejší oblasti a je mnohem vzácnější.
V Evropě roste celkem 18 druhů lýkovců, z nichž mnohé jsou evropské endemity. Nejvíce druhů roste v jihovýchodní Evropě. Mezi rozšířené druhy patří v rámci celé Evropy zejména oba naše domácí druhy, v teplejších částech Evropy pak lýkovec vavřínový (Daphne laureola) a lýkovce Daphne gnidium a D. oleoides. V Alpách vystupuje nejvýše, až do alpínského stupně, lýkovec pruhovaný (D. striata), do subalpínského stupně zasahuje lýkovec skalní (Daphne petraea), lýkovec vonný (Daphne cneorum) a lýkovec alpský (Daphne alpina). lýkovec slovenský (Daphne arbuscula) roste jako endemický druh a vzácný třetihorní relikt na Muráňské planině na Slovensku.
Lýkovce rostou v mírném až subtropickém pásu. V tropické Malajsii rostou 2 druhy, které se vyskytují v horských deštných a mlžných lesích v nadmořských výškách 1200 až 2500 metrů.

## Zástupci
- lýkovec alpský (Daphne alpina)
- lýkovec altajský (Daphne altaica)
- lýkovec Burkwoodův (Daphne × burkwoodii)
- lýkovec vonný (Daphne cneorum)
- lýkovec jedovatý (Daphne mezereum), syn. lýkovec obecný
- lýkovec vavřínový (Daphne laureola), syn. lýkovec vavřínolistý
- lýkovec skalní (Daphne petraea)
- lýkovec slovenský (Daphne arbuscula)
- lýkovec pruhovaný (Daphne striata)

## Jedovatost

Strukturní vzorec mezereinu

Lýkovce jsou jedovaté rostliny. Hlavními účinnými látkami jsou dafnin, dafnetoxin a mezerein. Jsou obsaženy v plodech i ve vegetativních částech (listech, kůře ap.). Otrava se projevuje pálením v ústech, sliněním, bolestmi břicha, zvracením a průjmem a krvavou močí. V konečném stádiu otravy se objevuje slabost, křeče, těžký dech a kolaps. Prognóza bývá vážná a i v lehčích případech se projevuje dlouho trvající poškození ledvin. Ke smrtelné otravě dochází při požití 10 až 12 plodů lýkovce jedovatého. Otrava se může projevit i při vstřebání účinných látek pokožkou. Obdobné látky jsou obsaženy i v ostatních druzích. U zvířat se otravy objevují vzácně, neboť lýkovec pro jeho hořkou chuť odmítají.

## Význam
Některé druhy lze použít jako okrasné rostliny. Ceněné je kvetení a plody. Lze je použít jako solitéry i ve skupinách. V českých botanických zahradách je pěstován zejména lýkovec jedovatý (včetně bělokvěté formy 'Alba'), lýkovec Burkwoodův a lýkovec vonný, řidčeji i jiné druhy. Při výsadbě je nutno zohlednit silnou jedovatost rostlin a lákavost bobulí zejména pro malé děti.

Daphne odora 'Auroemarginata'
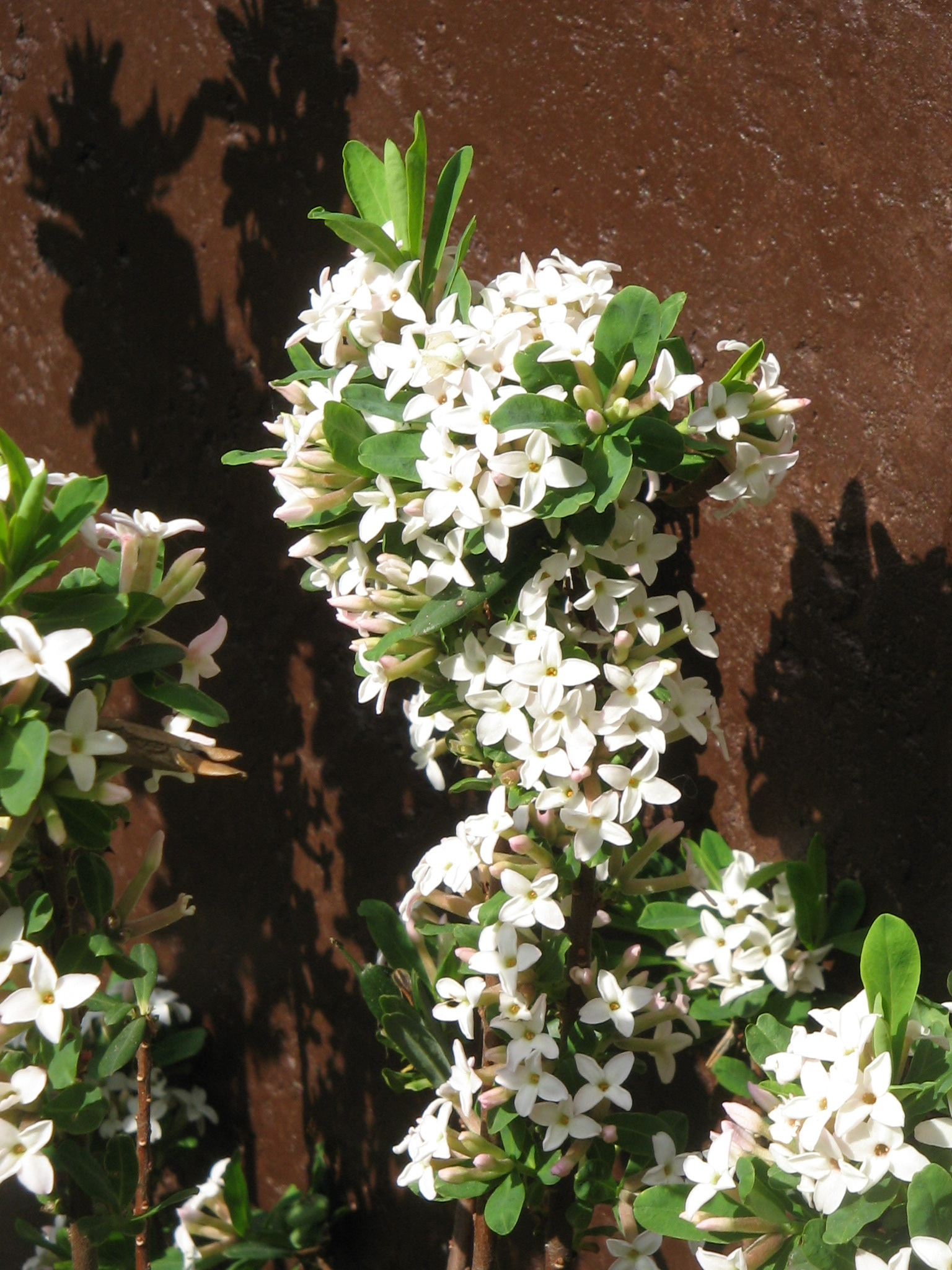
Lýkovec Burkwoodův (Daphne × burkwoodii)
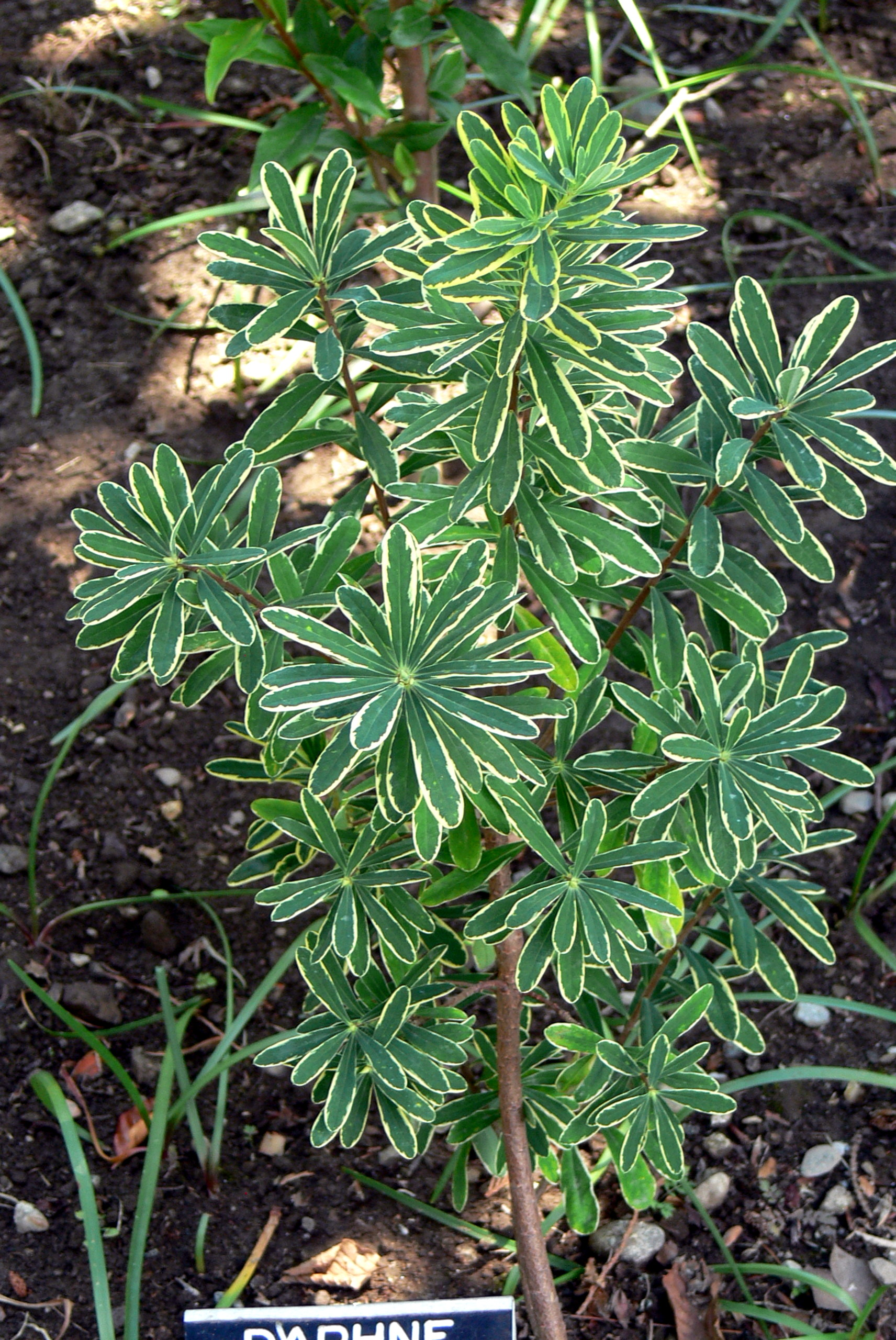
Daphne × burkwoodii 'Astrid'